# Gösta Eriksson
Pour les articles homonymes, voir Eriksson.
Gösta Eriksson, né le 26 janvier 1931 à Skee et mort le 21 août 2024, est un rameur suédois.

## Biographie

### Palmarès

#### Aviron aux Jeux olympiques
- 1956 à Melbourne,  Australie
  -  Médaille d'argent en quatre barré[2]

#### Championnats d'Europe d'aviron
- 1955 à Gand,  Belgique
  -  Médaille d'argent en quatre barré
  -  Médaille d'argent en huit